# Biserica reformată din Pădureni

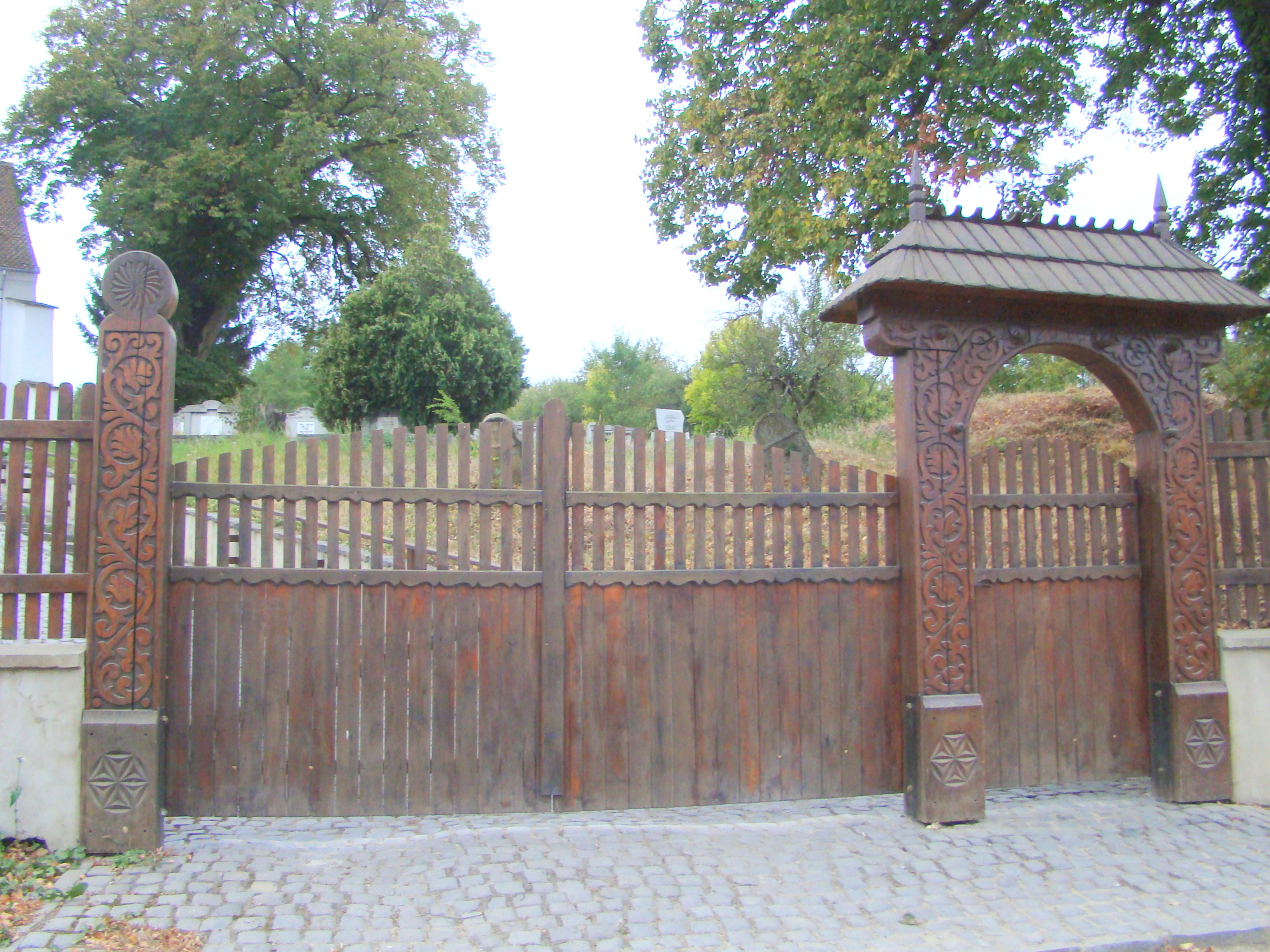
Poarta de lemn a bisericii

Biserica reformată din Pădureni este un monument istoric aflat pe teritoriul satului Pădureni; comuna Moacșa. În Repertoriul Arheologic Național, monumentul apare cu codul  64595.10.

## Localitatea
Pădureni, mai demult Beșeneu, (în maghiară Sepsibesenyő, colocvial Besenyő, în germană Beschendorf) este un sat în comuna Moacșa din județul Covasna, Transilvania, România. Se află în partea centrală a județului,  la poalele sudice ale munților Bodoc, pe malul drept al lacului omonim. Prima atestare documentară este din anul 1332, sub numele de Besenszsed.

## Biserica
Patronul vechii biserici catolice, construită în secolul XIII, era Sfântul Martin. Biserica a fost reconstruită în stil gotic în secolul al XV-lea. Tencuiala pereților laterali ascundea culorile vii ale unor picturi murale vechi cu scene din legenda Sfântului Ladislau și cu Sfântul Ștefan. Ele au fost distruse atunci când a fost reconstruită biserica, în forma sa actuală, în anul 1887.

## Imagini din exterior

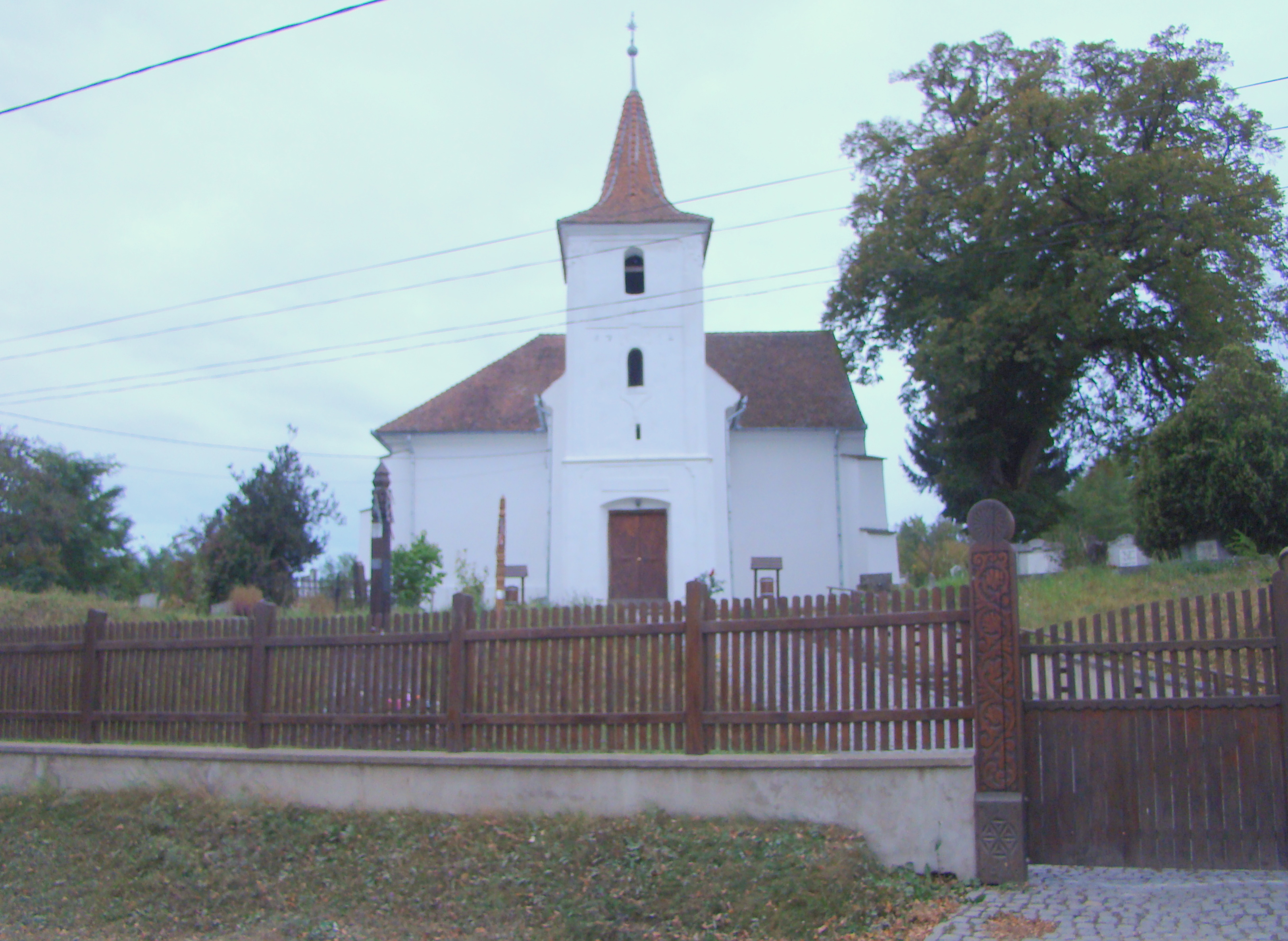
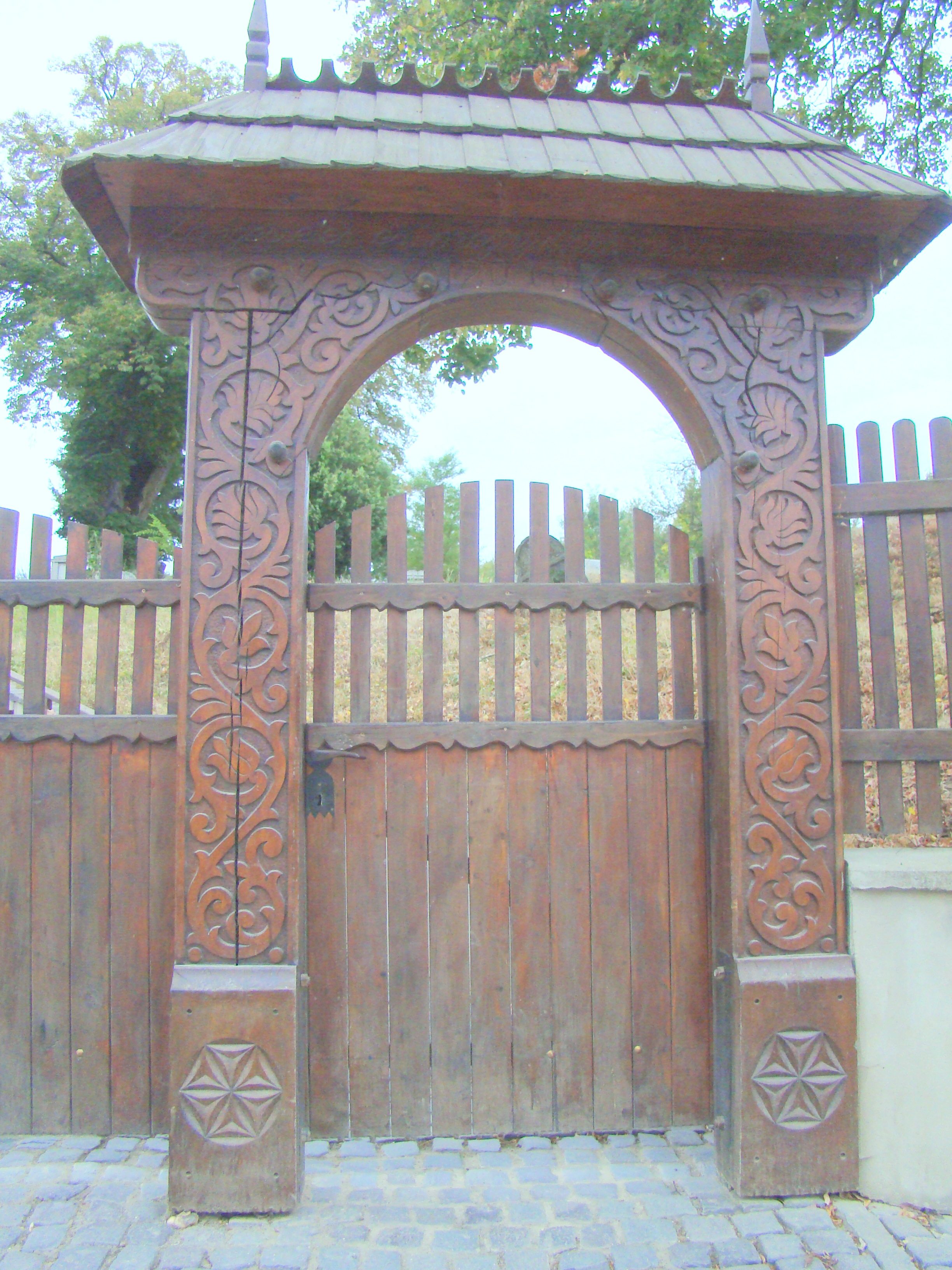
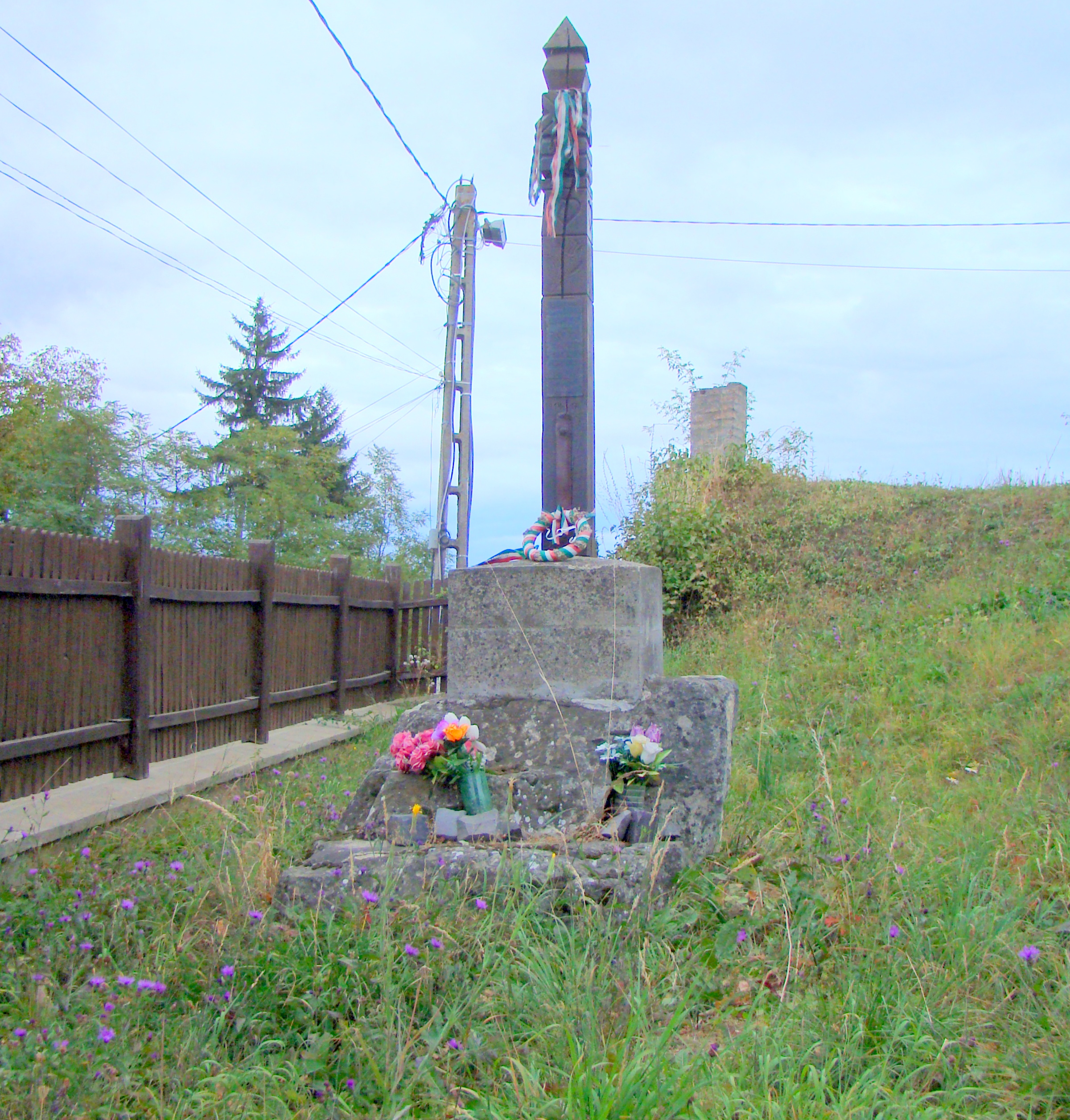
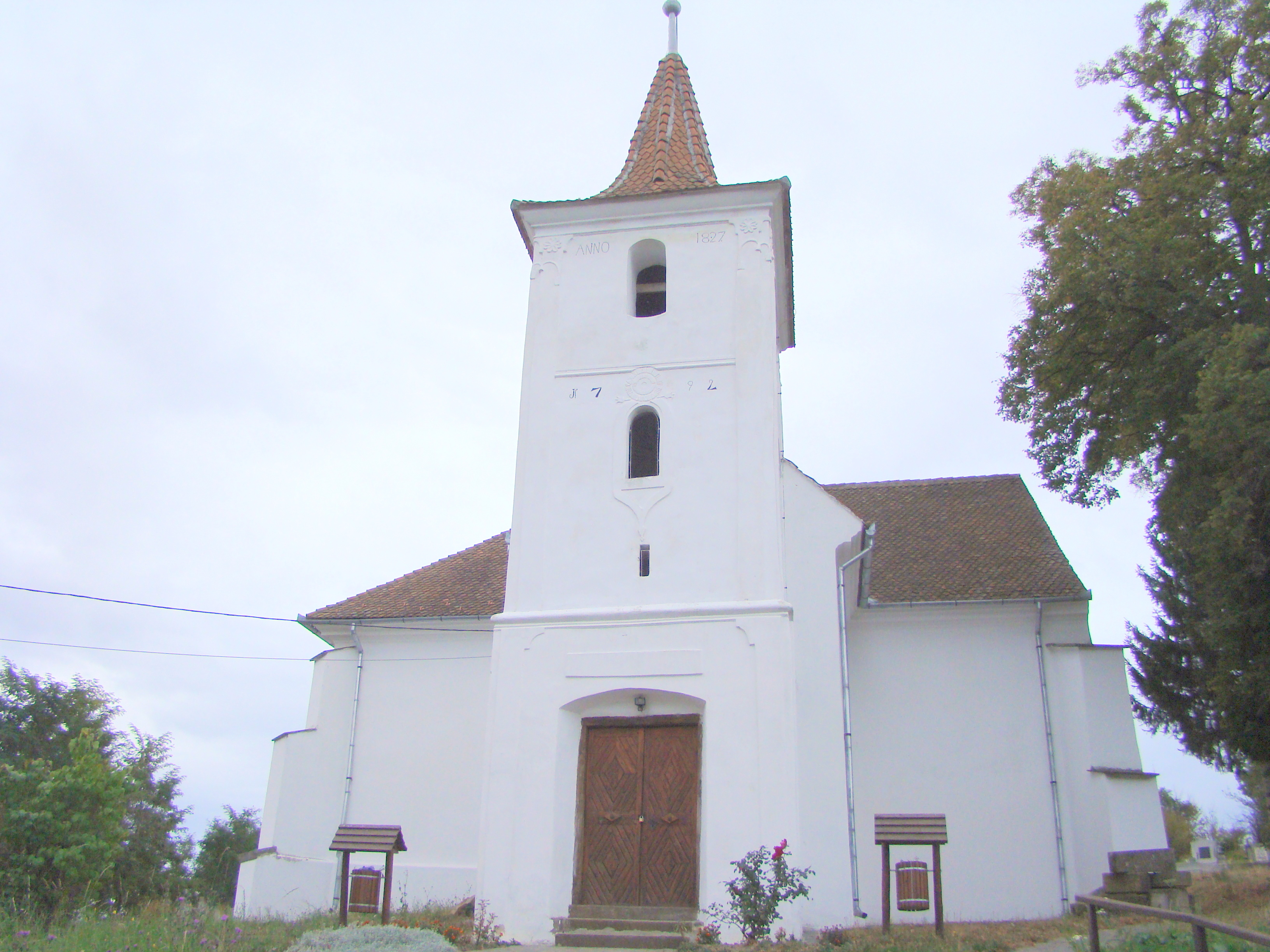
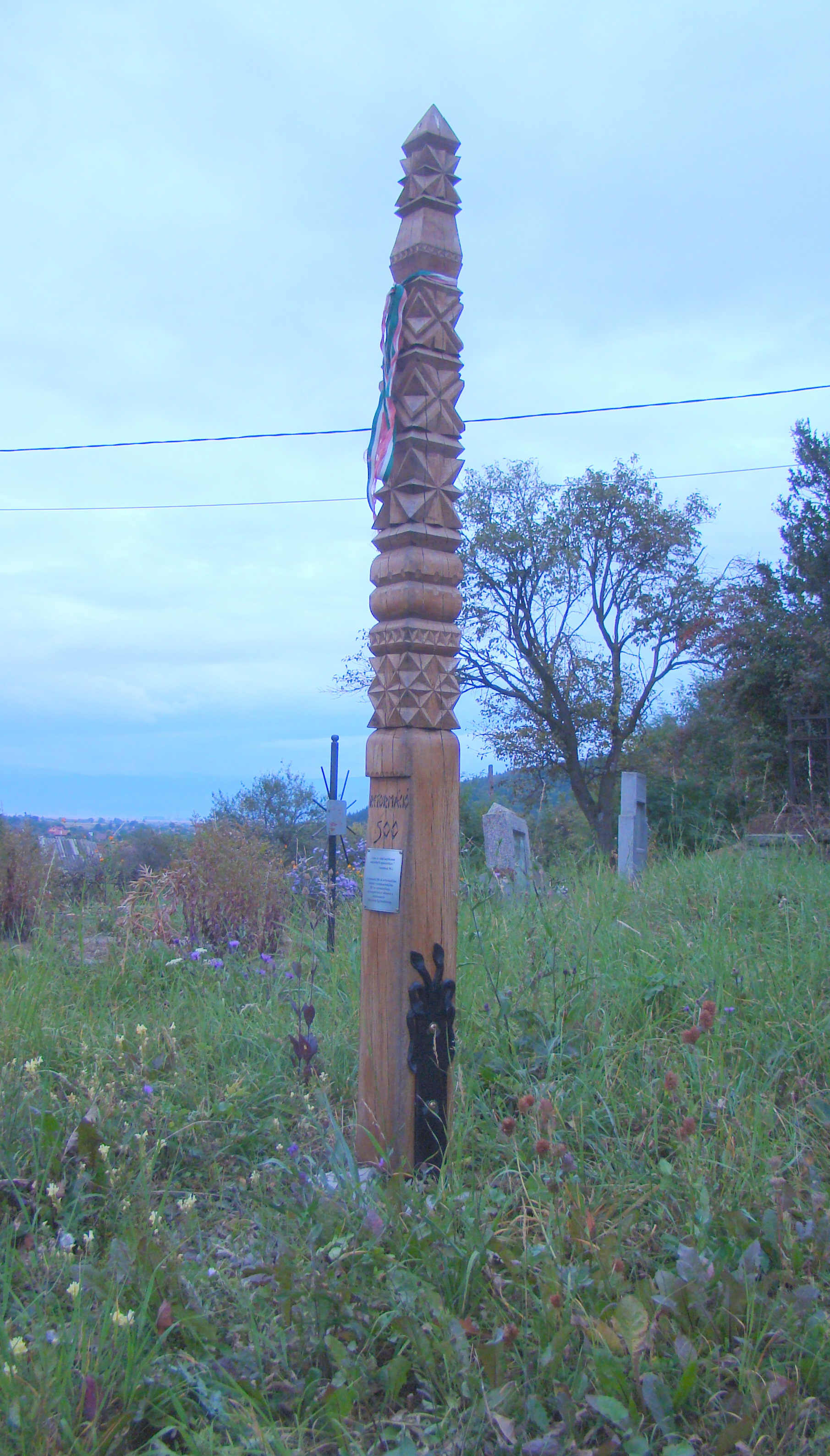
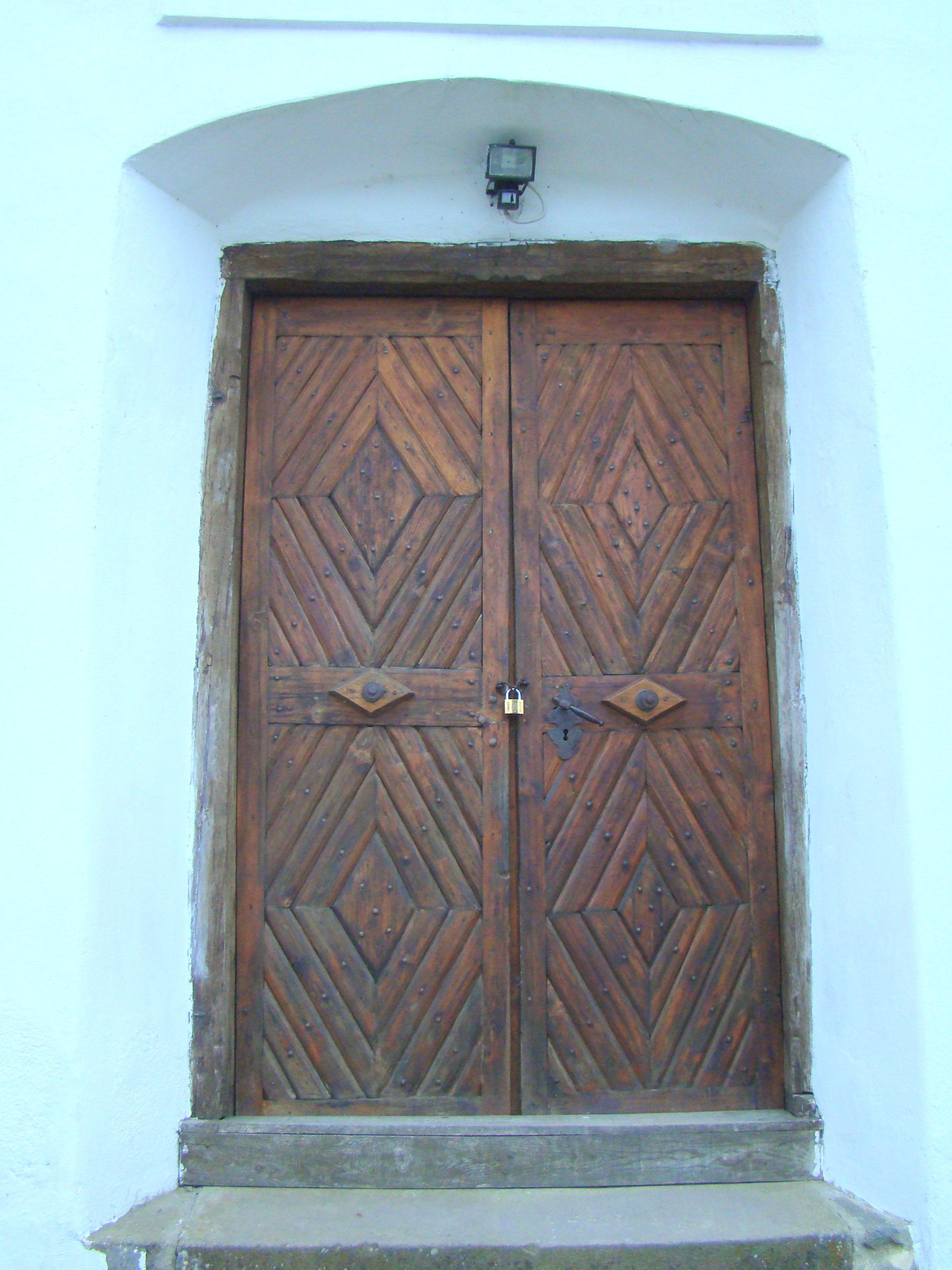
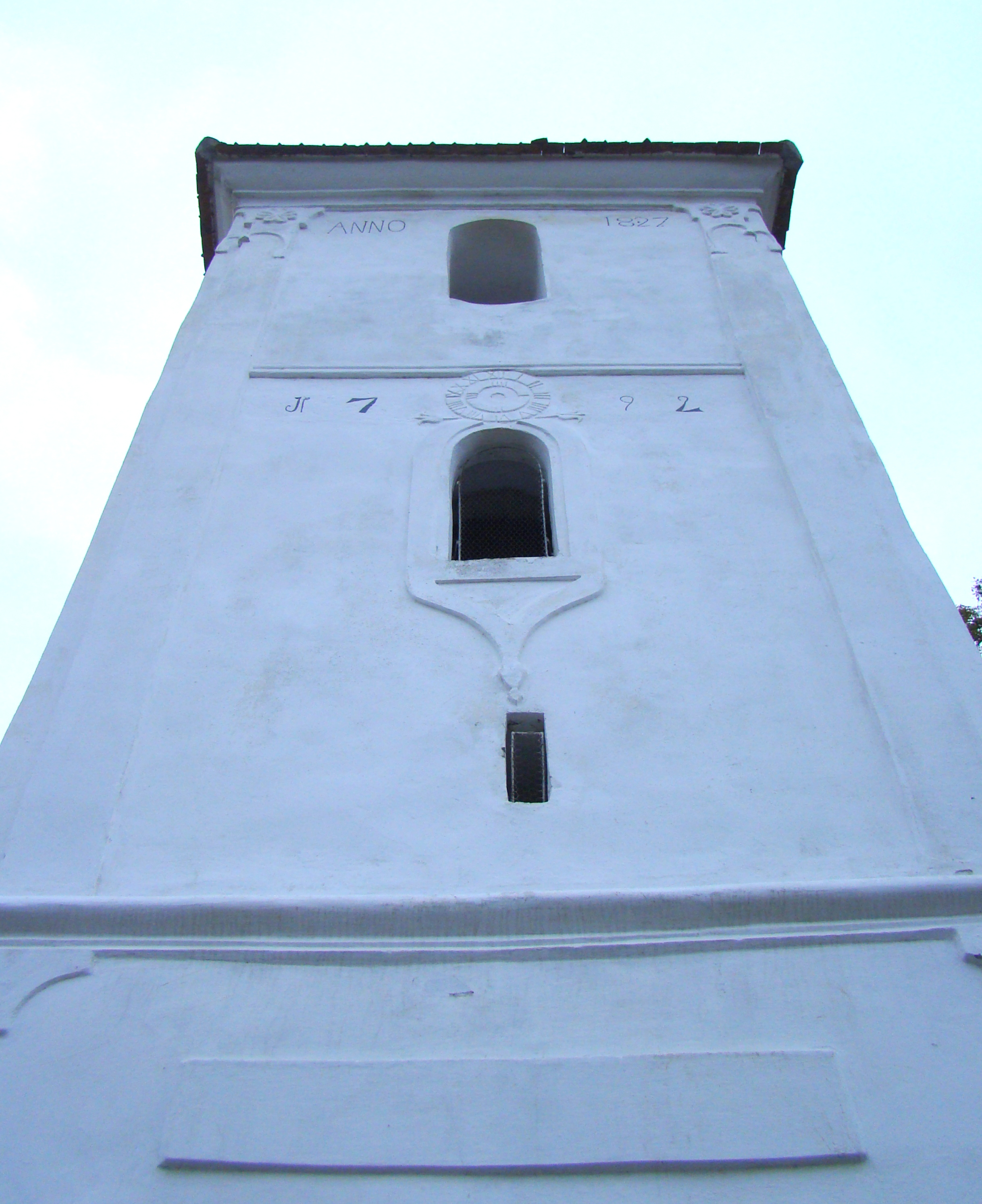
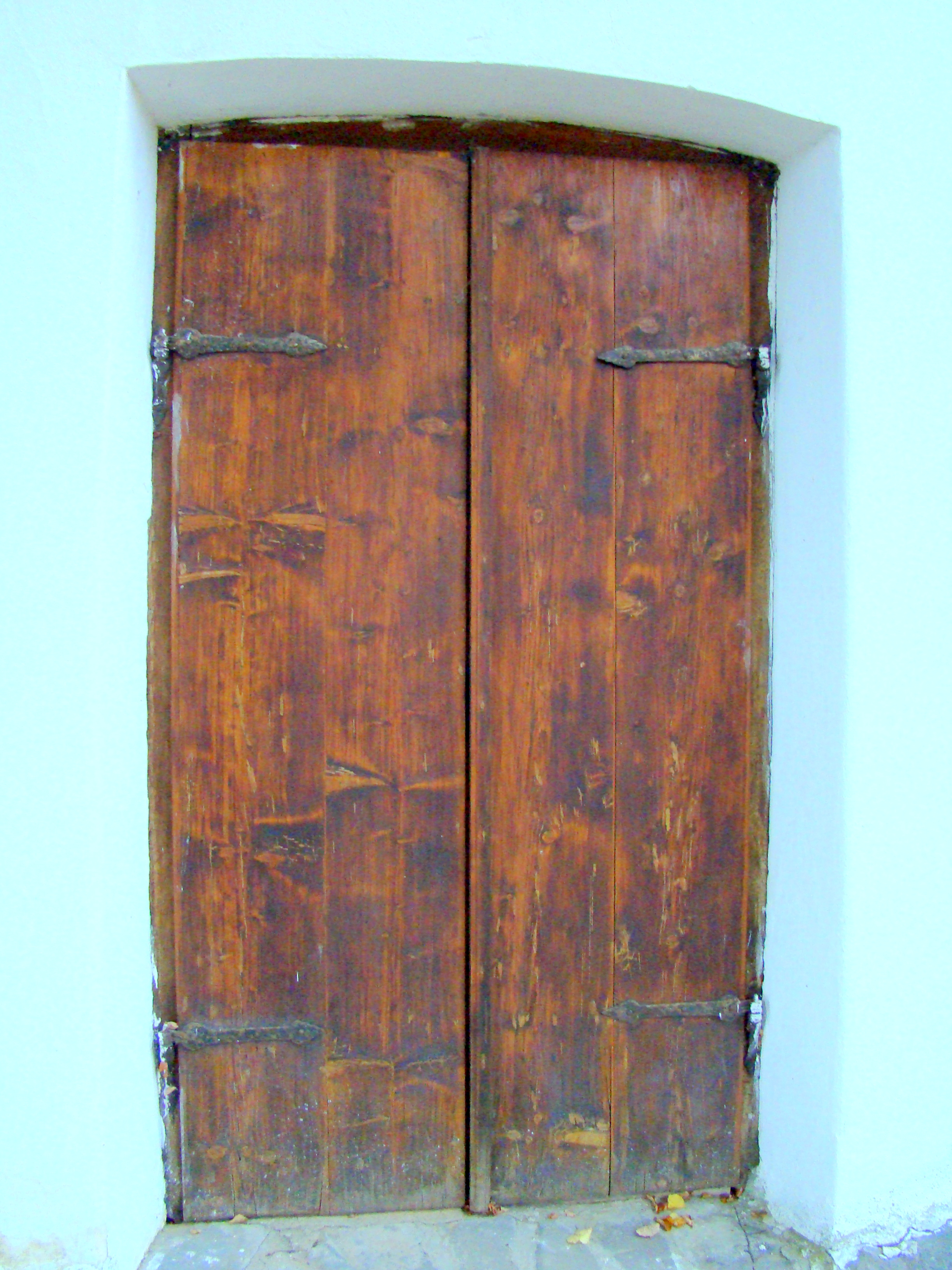
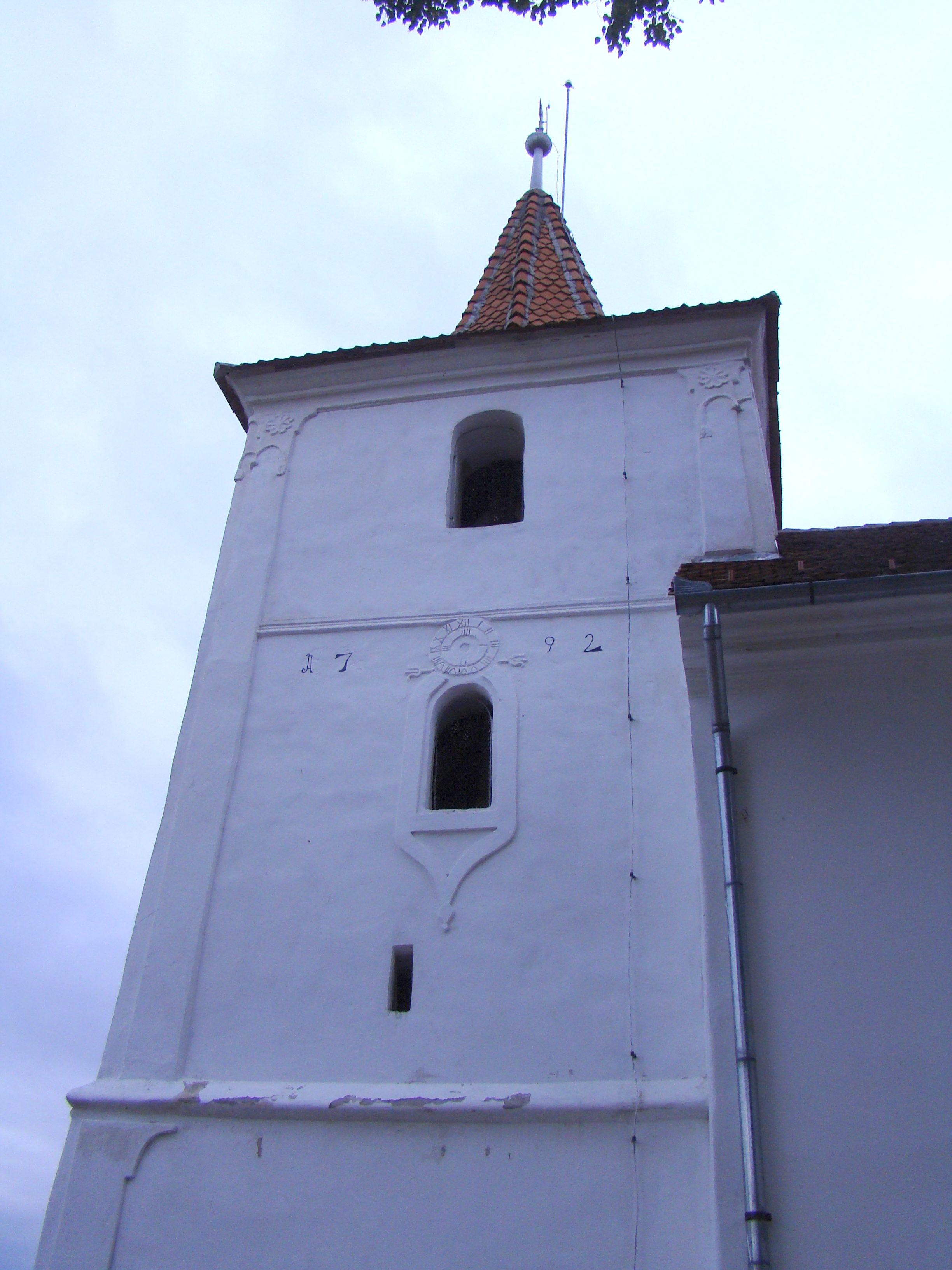
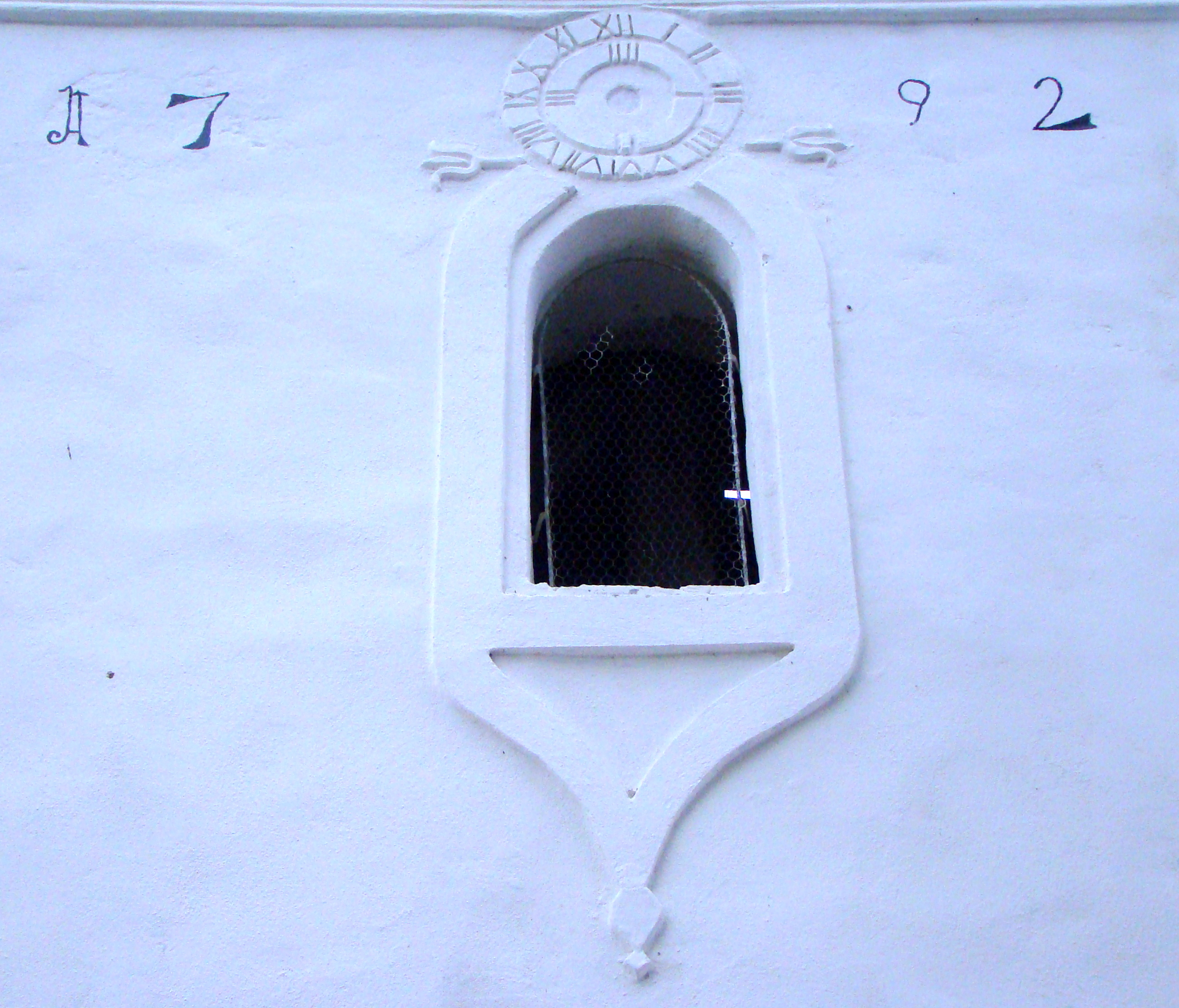
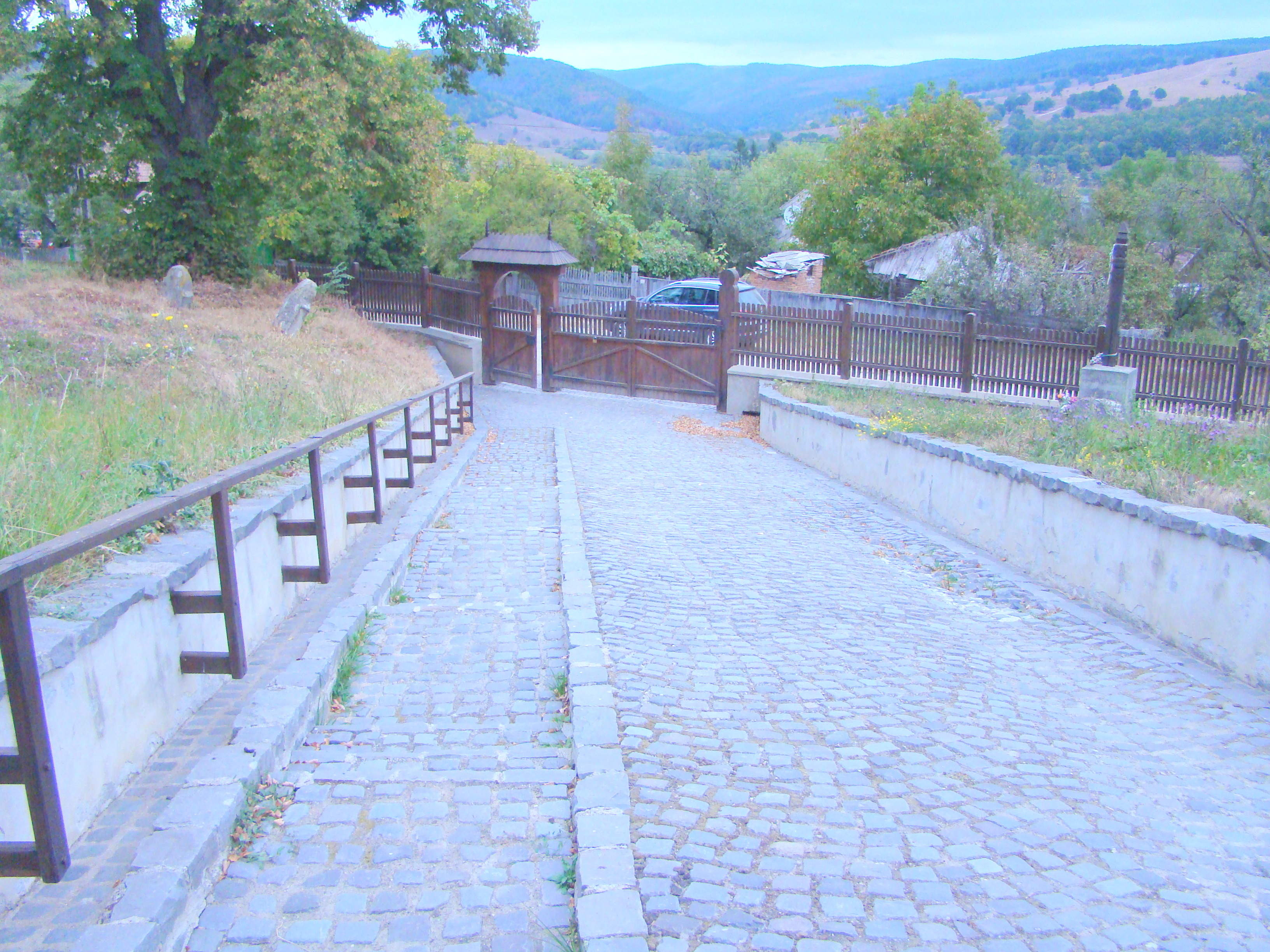
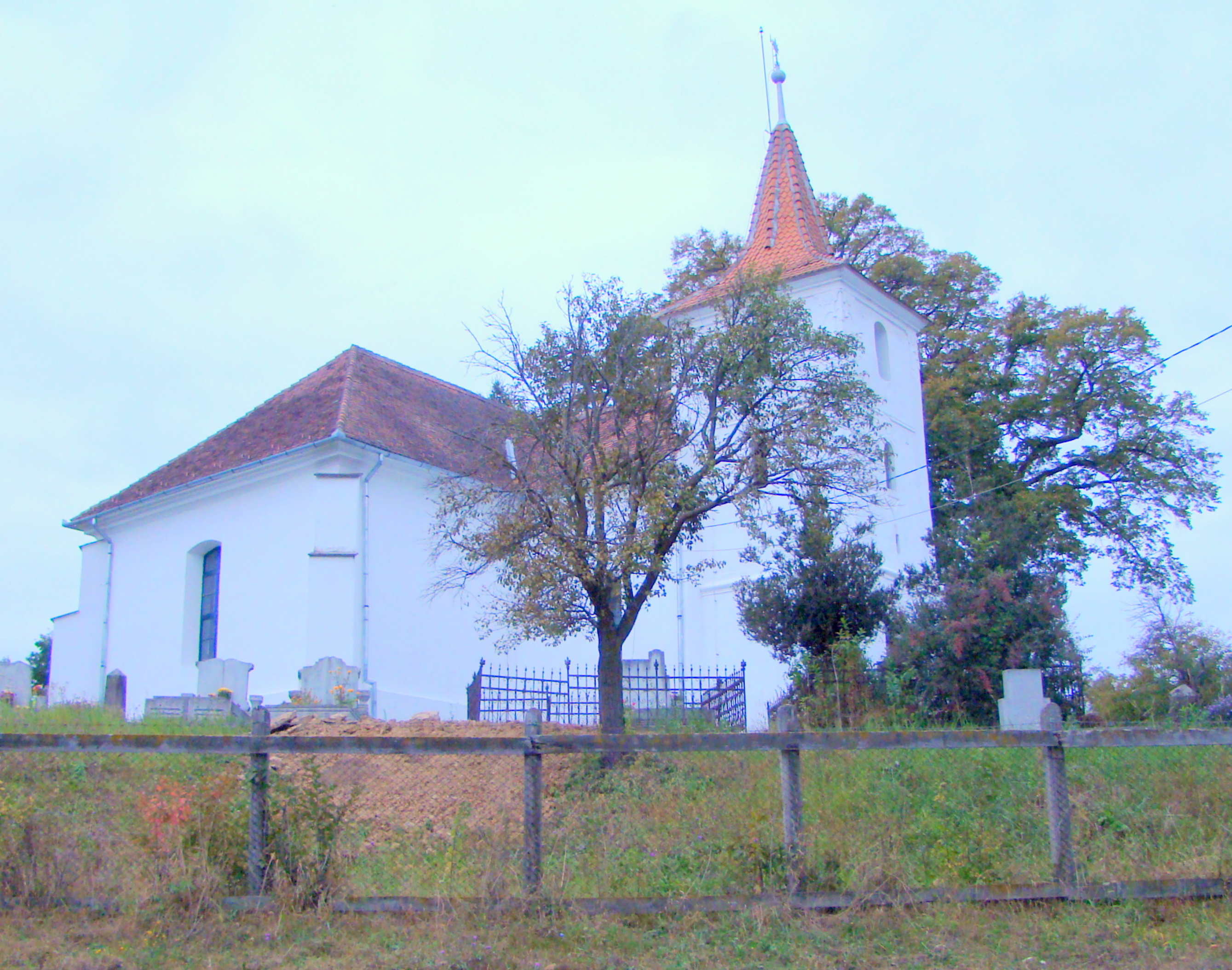
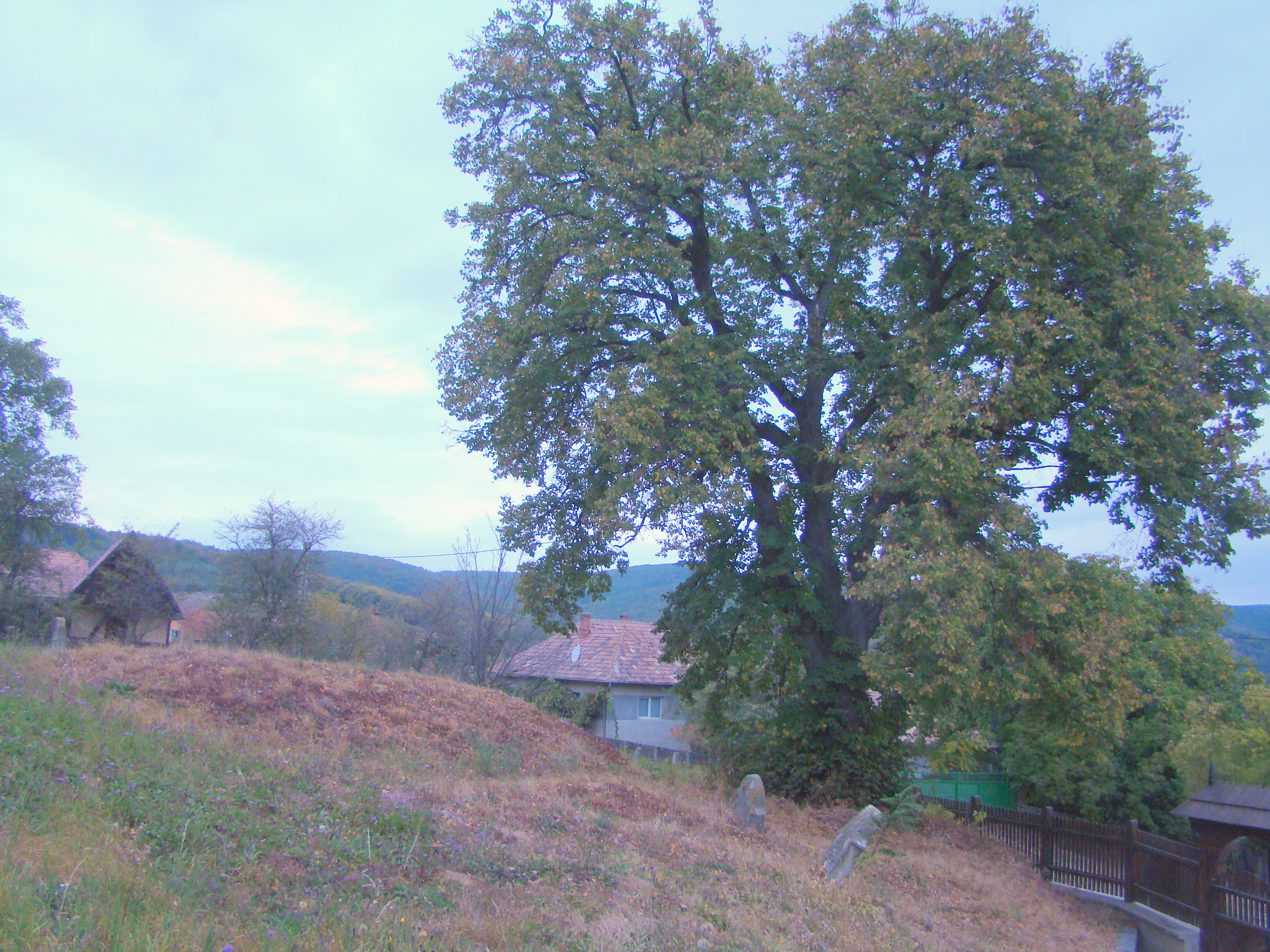
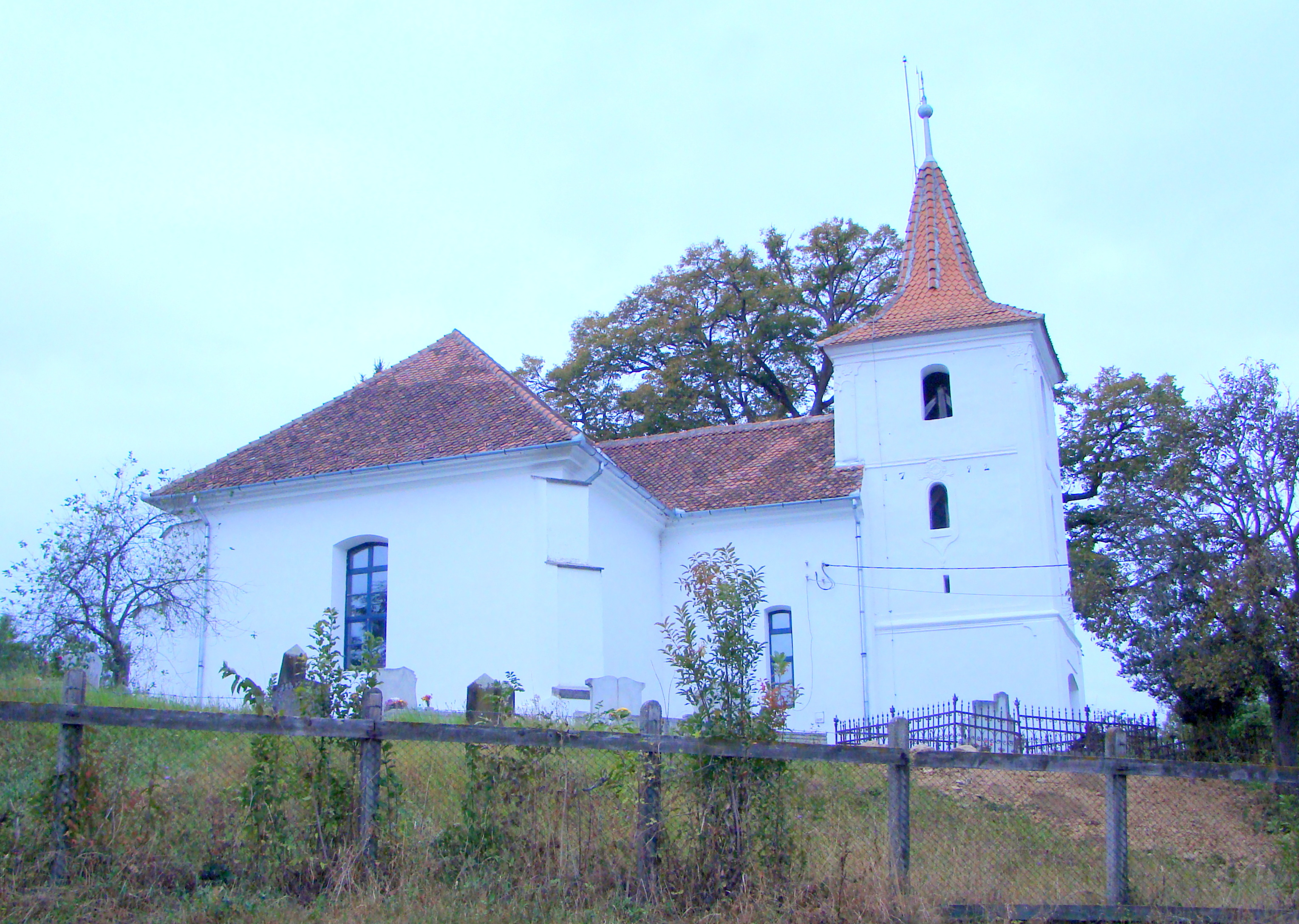
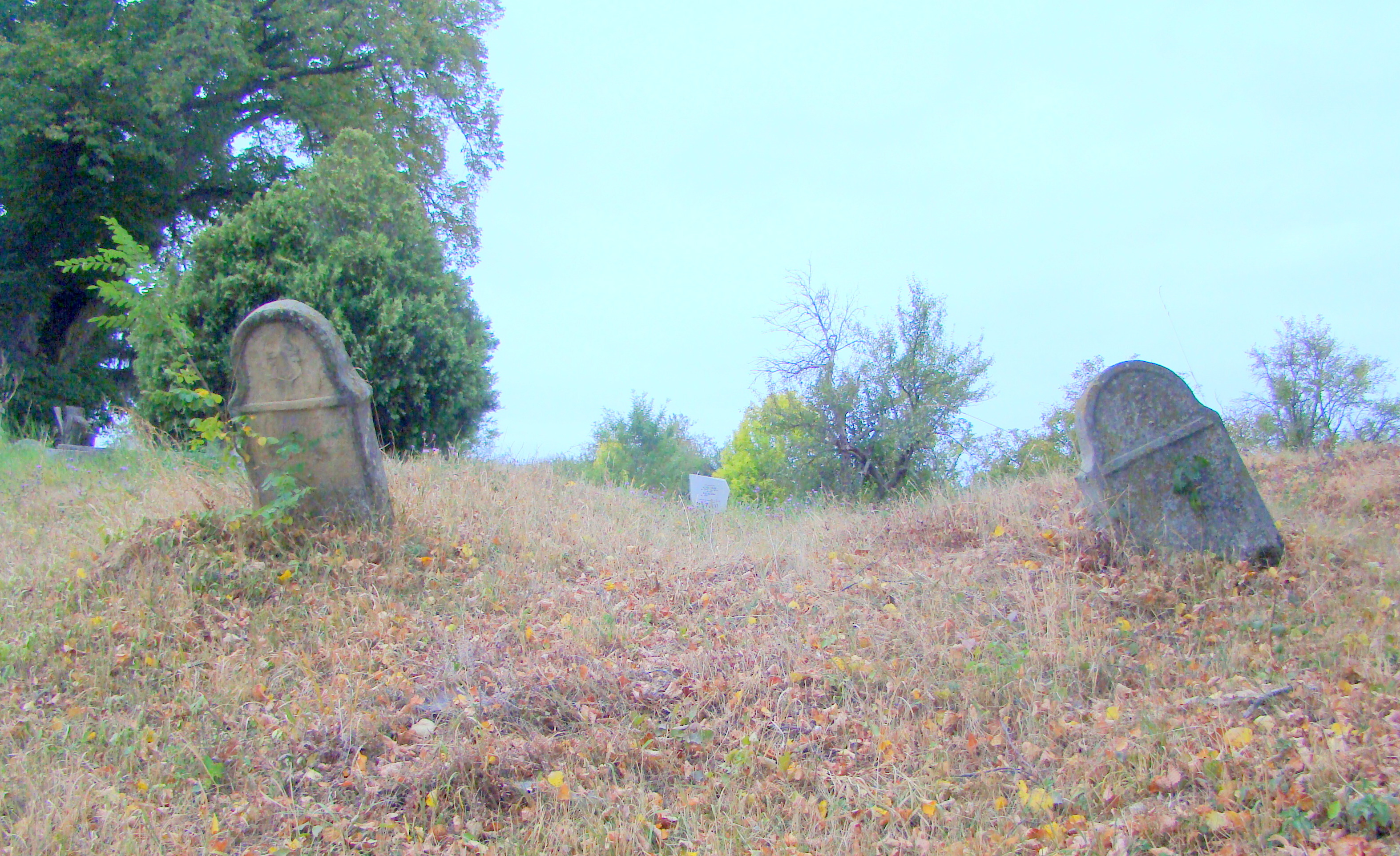
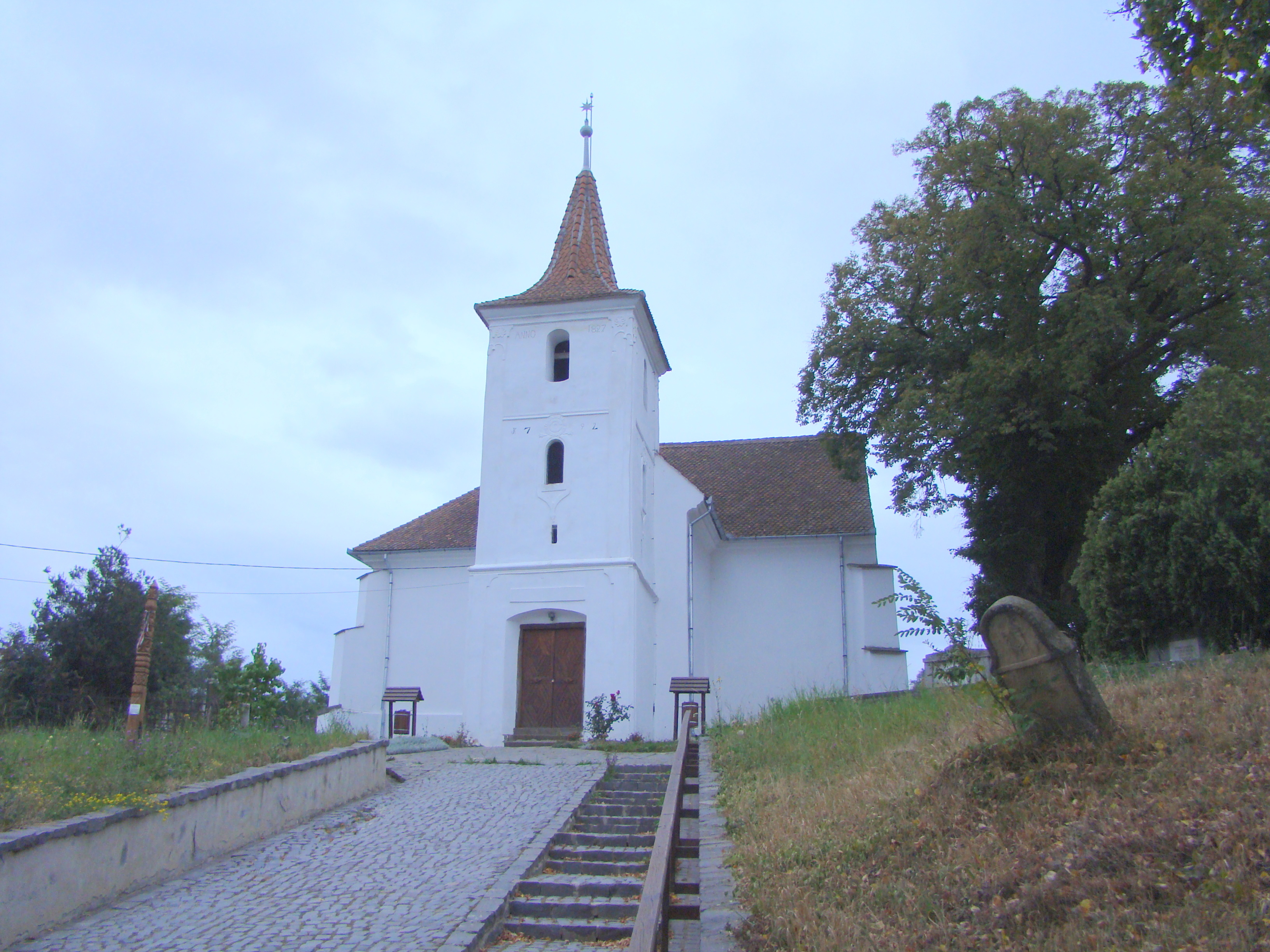

## Vezi și
- Pădureni, Covasna